# Avellaneda (Biscaia)
Avellaneda és un barri del municipi de Sopuerta, a la comarca d'Encartaciones, al lurralde de Biscaia, País Basc.
Barri en la feligresia de San Bartolomé. La seva fama prové del fet que antigament era la seu foral de la Casa de Juntes de les Encartaciones de Biscaia. El conjunt monumental de la Casa de Juntes és del segle xiv, reformat en el segle xx, en el que hi ha el Museu de les Encartaciones. Per Avellaneda passava la calçada romana que unia Burgos amb Flaviobriga (Castro Urdiales).
Església catòlica parroquial de Sant Bartomeu apòstol, que és una pobra església sense voltes, amb tres altars, pòrtic i espadanya.
| 2000 | 2001 | 2002 | 2003 | 2004 | 2005 | 2006 | 2007 |
| ---- | ---- | ---- | ---- | ---- | ---- | ---- | ---- |
| 70   | 66   | 66   | 66   | 67   | 65   | 57   | 61   |